# او در زندگی‌ام نیست
«او در زندگی‌ام نیست» (به انگلیسی: She's Out of My Life) تک‌آهنگی است که در ۱۹ آوریل ۱۹۸۰ از آلبوم غیر معمول مایکل جکسون توسط اپیک رکوردز منتشر شد. این آهنگ رتبهٔ اول بیلبورد ۱۰۰تای برتر در آمریکا را به دست آورد. این ترانه را خواننده/ترانه‌سرای آمریکایی Tom Bahler نوشته‌است و به‌غیر از جکسن خوانندگانی مانند ویلی نلسون و جاش گروبن هم آن را اجرا کرده‌اند. مایکل جکسون در هنگام ضبط این ترانه به گریه افتاد و بین ۸ تا ۱۱ بار دیگر این ترانه را دوباره ضبط کردند و مایکل هر بار در آخر ترانه به گریه می‌افتاد بنابراین این ترانه با همان صدای گریهٔ مایکل جکسون در آخرش منتشر شد.